# VIII Giochi dei piccoli stati d'Europa
I VIII Giochi dei piccoli stati d'Europa si sono svolti in Liechtenstein dal 24 al 29 maggio 1999.

## I Giochi

### Paesi partecipanti
- Andorra
- Cipro
- Islanda
- Liechtenstein
- Lussemburgo
- Malta
- Monaco
- San Marino

### Sport
I Giochi coinvolsero discipline sportive nei seguenti 9 sport:
- Atletica leggera
- Ciclismo
- Judo
- Nuoto
- Pallavolo
- Tennistavolo
- Tennis
- Tiro
- Squash

## Medagliere
| Posiz. | Nazione       | Oro | Argento | Bronzo | Totale |
| ------ | ------------- | --- | ------- | ------ | ------ |
| 1      | Islanda       | 29  | 20      | 24     | 73     |
| 2      | Lussemburgo   | 20  | 16      | 19     | 55     |
| 3      | Cipro         | 14  | 13      | 15     | 42     |
| 4      | San Marino    | 6   | 5       | 7      | 18     |
| 5      | Andorra       | 5   | 12      | 11     | 28     |
| 6      | Monaco        | 5   | 9       | 6      | 20     |
| 7      | Malta         | 4   | 8       | 8      | 20     |
| 8      | Liechtenstein | 3   | 3       | 2      | 8      |